# ميغيل وايت
ميغيل وايت هو منافس ألعاب قوى فلبيني، ولد في 9 أكتوبر 1909 في ليجازبي في الفلبين، وتوفي في 30 أغسطس 1942.

## وصلات خارجية
- ميغيل وايت على موقع اللجنة الأولمبية الدولية (الإنجليزية)
- ميغيل وايت على موقع أوليمبيديا (الإنجليزية)